# QSO J0529-4351
 (février 2024).
QSO J0529-4351 est un quasar connu pour être le plus brillant de son genre et en outre l'objet le plus lumineux jamais observé. Il serait « 500 000 milliards de fois plus brillant que le Soleil ». Il absorbe environ une masse solaire par jour. Découvert à l'aide du Very Large Telescope de l'Observatoire européen austral, son existence a été officiellement annoncée le 20 février 2024,,,.